# Chinas Entwicklungsfinanzierung für Afrika
Chinas Entwicklungsfinanzierung für Afrika erfolgt nach einer eigenständigen Entwicklungsstrategie, die sich zum Teil deutlich von der Entwicklungszusammenarbeit der „Westlichen Welt“ unterscheidet. Auf der einen Seite handelt es sich um klassische Entwicklungshilfe in Form von verbilligten Krediten und kostenlosen Leistungen. Auf der anderen Seite geht es typischerweise um Tauschgeschäfte, über die afrikanische Rohstoffe billig gegen von chinesischen Firmen erstellte Infrastruktur-Projekte getauscht werden. Als dritte Komponente der Zusammenarbeit kommt der gegenseitige Handel hinzu, der in Richtung China durch die Abschaffung von Zöllen auf mehr als 400 Produkte gefördert werden soll, jedoch überwiegend aus in der Gegenrichtung gelieferten chinesischen Artikeln häufig minderwertiger Qualität besteht.
Das chinesische Engagement steht im Verdacht, einseitig zur Sicherung der Rohstoff-Versorgung und unter dem Stichwort Land-Grabbing zur Nutzung landwirtschaftlicher Flächen für die Nahrungsmittel-Versorgung der chinesischen Bevölkerung zu dienen.
Von Anfang an wurde Kritik an der politischen Neutralität und der damit einhergehenden Unterstützung fragwürdiger Regime durch China geäußert. Parallel zu dieser Kritik, die einen Neokolonialismus zu erkennen glaubt, gibt es mittlerweile vor dem Hintergrund der bescheidenen Effektivität westlicher Entwicklungshilfe einen großen Respekt für den chinesischen Beitrag zur wirtschaftlichen Entwicklung und zum Infrastruktur-Aufbau in Afrika. Deshalb wird der chinesische Ansatz in einem erweiterten Sinn der Entwicklungszusammenarbeit zugerechnet und steht als Gegenmodell zur westlichen Entwicklungspolitik.

## Afrikas Entwicklungsbedarf
Afrika wurde vielfach als der „vergessene“ Kontinent zitiert, den die „westlichen“ Länder seit Jahren chronisch vernachlässigt, wenn nicht gar aufgegeben hatten. Wenn Afrika sein Dasein als Armutskontinent hinter sich lassen will, müsse es sich aus der Position des Lieferanten von Rohstoffen und unverarbeiteten Lebensmitteln lösen, die Wertschöpfung ausweiten, eine industrielle Basis aufbauen und für ausländische wie inländische Investitionen interessant werden, so die Meinung vieler Fachleute.
Leider wären Investitionen in den Infrastrukturbereich lange vernachlässigt worden, da sich die „traditionellen“ Geber in den vergangenen Jahren auf die soziale Infrastruktur konzentriert hätten.
Trotz der Verbesserung des Geschäftsklimas und der sinkenden Handelskosten sind die Wachstums-Chancen für Industrieunternehmen begrenzt wegen Korruption, staatlicher Regulierung, Sicherheitsproblemen und der Gefahr von politischen Krisen und Bürgerkriegen.

## Westlicher Entwicklungsansatz
Westliche Regierungen sind bekannt dafür, dass sie, nach eigenen Angaben, Entwicklungszusammenarbeit und Förderung der eigenen Unternehmens-Interessen weitgehend trennen. Möglicherweise ist dies jedoch mit ein Grund dafür, dass die Landwirtschaft und die verarbeitende Industrie Afrikas über mehrere Jahrzehnte kaum Fortschritte gemacht haben.
Dem langfristigen Erfolg der westlichen Entwicklungspolitik steht außerdem entgegen, dass die Geber-Staaten heute oft kurzfristige Resultate einfordern. Es ist auch noch nicht gelungen, eine einheitliche europäische Afrika-Politik zu entwickeln und die Arbeitsteilung zwischen der EU und ihren Mitgliedstaaten zu klären.
Afrikanische Stimmen urteilen, dass die westliche Entwicklungshilfe „in den vergangenen Jahrzehnten wenig erfolgreich gewesen“ sei und „Länder in ein langfristiges Abhängigkeitsverhältnis gebracht“ hätte. Der Vergleich mit den Erfolgen des chinesischen Afrika-Engagements habe geholfen, „das ganze Fiasko der westlichen Entwicklungshilfe“ offenzulegen.
So ist von 1965 bis 2004 die Pro-Kopf-Wirtschaftsleistung in den afrikanischen Ländern südlich der Sahara von 17,1 % des Welt-Durchschnitts auf 9,7 % gefallen, „trotz oder vielleicht sogar wegen Entwicklungshilfe-Zahlungen von fast $ 600 Mrd. Dollar seit 1960“.

## Chinas Entwicklungsansatz
Obwohl selbst noch Entwicklungshilfe-Empfänger, verteilte China unter Mao Zedong bereits seit den 1950er Jahren Hilfeleistungen an Afrika. Dabei sieht die chinesische Regierung seine Hilfe als Zusammenarbeit von Entwicklungsländern, von der beide Seiten profitieren. Es wird mehr auf Handel und Direktinvestitionen gesetzt als auf klassische Hilfsprojekte. Zugute kommen China seine Erfahrungen mit großen Infrastruktur-Projekten und seine eigene Entwicklung vom Entwicklungs- zum Schwellenland. Man greift dabei auf diese Erfahrungen zurück, da China in den 1950er Jahren mit Japans Wirtschaftshilfe große Fortschritte erzielen konnte.
Mit den Reformen unter Deng Xiaoping ab Ende der 1970er Jahre und vor allem mit der zunehmenden Liberalisierung ab 1995 rückte die chinesische Führung wirtschaftliche Überlegungen immer mehr in den Fokus der „Süd-Süd-Kooperation“.
Maßgeblich für den seit dem Jahr 2000 rasch fortschreitenden Ausbau der Beziehungen zu Afrika war die „going global“-Strategie, mit der zu chinesischen Direktinvestitionen außerhalb Chinas aufgerufen wurde. In der Folge hat sich das Volumen des Güteraustausches von 2000 bis 2015 von knapp zehn Milliarden Dollar auf über 200 Milliarden mehr als verzwanzigfacht.
Während viele amerikanische und europäische Investoren nach Ausbruch der Finanzkrise ab 2007 Geld vom afrikanischen Kontinent abzogen bzw. ihren Investitionsversprechen nicht mehr nachkamen, nutzten chinesische Staats- wie auch Privatbetriebe die sinkenden Preise.
Die Projekte werden häufig über das sogenannte „Angola-Modell“ abgewickelt. Dabei werden von chinesischen Unternehmen Krankenhäuser, Straßen, Häfen etc. erstellt und als Gegenleistung vergünstigt Rohstoffe geliefert bzw. Abbaulizenzen gewährt. Die Vorhaben sind oft gekoppelt an die Kondition, dass die Arbeiten ganz oder größtenteils von chinesischen Firmen ausgeführt werden.
Nach Ansicht der chinesischen Regierung lenkt man nicht nur Geld nach Afrika, sondern sorgt auch dafür, dass es dort nicht versickert. Mittlerweile leben mehr als eine Million Chinesen in Afrika.
Bei Infrastrukturprojekten und beim Ressourcenabbau kommen hauptsächlich große Staatsbetriebe zum Zuge. In der Folge kommen chinesische Privatunternehmer ins Land, die im Gegensatz zu den Staatsbetrieben auch einheimische Arbeitskräfte beschäftigen. Dadurch sind viele neue Arbeitsplätze in Afrika entstanden. In einigen Ländern wurden auch Joint Ventures gegründet. So werden beispielsweise in Kenia und in Mosambik Autos in chinesisch-afrikanischer Koproduktion hergestellt. In Äthiopien produzieren Chinesen Schuhe und in Lesotho Kleider für den US-Markt.
Dass sich China nicht in die „inneren Angelegenheiten“ der unterstützten Länder einmischt, ist eine Leitlinie der staatlichen Entwicklungspolitik, die es ermöglicht, dass chinesische Firmen in praktisch allen Ländern Afrikas präsent sind. Im Unterschied dazu konzentrieren sich westlichen Firmen auf die Gute Regierungsführung in den Regionen.
Um den gegenseitigen Handel zu fördern, hat China seine Zollabgaben bei der Einfuhr von afrikanischen Lieferungen für 440 Produkte gestrichen.
Afrikanische Staaten bemängeln jedoch, dass trotzdem der größte Teil der afrikanischen Exporte nach China aus Rohstoffen und nicht aus Fertigwaren besteht. Umgekehrt liefert China Artikel des täglichen Bedarfs nach Afrika, die wegen ihrer geringen Qualität nicht sehr geschätzt aber trotzdem gekauft werden.
Im Jahr 2011 verdrängte die Volksrepublik China die USA als größten Handelspartner des afrikanischen Kontinents. Insgesamt kauft die Gruppe der Schwellenländer mehr afrikanische Ausfuhren als die entwickelten Staaten.

### Ein-China-Politik
Neben dem Zugang zu Ressourcen ist die Nicht-Anerkennung Taiwans ein wesentliches Ziel der chinesischen Politik, und darauf legt China auch bei seinen Verträgen mit afrikanischen Staaten sehr großen Wert. Damit macht China eine „Ausnahme“ vom Prinzip der Nicht-Einmischung in innere Angelegenheiten.
Inzwischen gibt es nur noch drei Länder in Afrika, nämlich Burkina Faso, Eswatini und São Tomé und Príncipe, die Taiwan als eigenständiges Land anerkennen.
Je enger die wirtschaftlichen Beziehungen über die Jahre werden, desto mehr drängt China darauf, das Investitionsklima zu verbessern.
China wird damit, bei aller anderslautenden Rhetorik, zunehmend zu einem fördernden und fordernden Partner Afrikas.

### Forum für China-Afrika-Kooperation
Das wichtigste Gremium für Chinas Beziehungen zu Afrika ist das 2000 gegründete Forum für China-Afrika-Kooperation (FOCAC), das alle drei Jahre stattfindet.
Über diese Konferenz versucht China die gefühlte Unterrepräsentation afrikanischer Staaten in UN-Gremien, die internationalen Handelsbedingungen und Reformen des internationalen Finanzsystems zum Thema der internationalen Politik zu machen.

### Wirtschaftliche Dimension
Schätzungen zufolge leistete China Entwicklungshilfe im engeren Sinne im Umfang von 75 Milliarden Dollar an Afrika (Stand: 2013). Zum Vergleich beträgt der deutsche Etat für die Entwicklungszusammenarbeit 7,4 Milliarden Euro für das Jahr 2016. Die EU hat im Jahr 2013 insgesamt 56 Milliarden Euro an Entwicklungshilfe geleistet, davon stammen 15 Mrd. Euro aus dem Haushalt der EU. Ca. 20 Mrd. Euro pro Jahr entfallen davon auf Afrika. Die Kredite der Weltbank belaufen sich jährlich auf insgesamt ca. 4,5 Milliarden Dollar.
In anderen Größenordnungen vergibt China – hauptsächlich über die staatliche Export-Import-Bank – mehrjährige Kredite, die über Ressourcen abgesichert werden. So haben sich Angola 14,5 Milliarden, Ghana 13 Milliarden, Nigeria 8,4 Milliarden, die Demokratische Republik Kongo 6,5 Milliarden und Äthiopien 3 Milliarden Dollar für Infrastruktur-Projekte geliehen, die von chinesischen Baufirmen ausgeführt werden.
Gegenüber den von China eingesetzten finanziellen Mitteln, fehlen „dem Westen“ die finanziellen Mittel für ein vergleichbares Engagement.
Chinas Anteil am gesamt-afrikanischen Handel wuchs innerhalb von zehn Jahren von drei auf knapp 20 Prozent im Jahr 2014. Mit einem Handelsvolumen von über 200 Milliarden US-Dollar pro Jahr ist China zum größten Handelspartner Afrikas geworden.
Auch die Auslands-Direktinvestitionen sind stark angestiegen, China hat den Westen beim Zufluss von Direktinvestitionen überholt. Bis Mitte 2012 hatte China mehr als 45 Mrd. Dollar an Direktinvestitionen in Afrika platziert.
Es gibt Stimmen, die angesichts des Volumens und der Wirkung der „westlichen Entwicklungszusammenarbeit“ mehr von Almosen als von echter Hilfe sprechen.

### Infrastruktur-Projekte
- Angola: Drei im Bürgerkrieg zerstörte Eisenbahnlinien wurden saniert.[24]
- Äthiopien: Einige Eisenbahnstrecken wurden gebaut.[10]
- Ghana: 2010 unterzeichneten die Regierungen von China und Ghana ein Abkommen zur Förderung von Energie-Infrastruktur, Bildung, Abwasserentsorgung und Entwicklung der Landwirtschaft für 6 Mrd. US-Dollar. Als Gegenleistung werden an China über 15 Jahre 13.000 Barrel Rohöl täglich geliefert. Darüber hinaus gibt es eine Vereinbarung über einen weiteren 4 Mrd. US-Dollar Kredit von China für den Bau einer Nord-Süd-Verkehrs-Verbindung[10]
- Kenia: Ein Eisenbahnprojekt für 5 Mrd. US-Dollar soll Kenia, Ruanda, Uganda, Burundi und die Republik Südsudan miteinander verbinden.[10][24]
- DR Kongo: Mitte des Jahres 2007 wurde ein 3 Mrd. US-Dollar Geschäft vereinbart. Chinesische Unternehmen sollen in großem Umfang Infrastrukturprojekte bauen. Geplant sind unter anderem:[46]
  - 3.200 Kilometer Eisenbahntrassen
  - 3.400 Kilometer Autobahnen
  - 3.500 Kilometer kleinere Straßen
  - 31 Krankenhäuser und 145 Gesundheitsstationen;
  - 2 Universitäten
  - 5.000 Sozialwohnungen
- Kamerun: Ein Tiefseehafen wurde finanziert.[10]
- Nigeria: Eine Eisenbahnlinie soll über mehr als 1 400 Kilometer an der nigerianischen Atlantikküste entlang von Lagos bis Calabar für 13 Milliarden Dollar gebaut werden.[24]
- Sudan: Im Jahr 2007 vereinbarte die Volksrepublik China mit der Regierung Sudans Exportkredite in Höhe von 1 Mrd. US-Dollar für den zweispurigen Ausbau der Eisenbahnlinie von Khartum in die sudanesische Hafenstadt Port Sudan (787 km). Der Bau wurde 2012 fertiggestellt.[10]

### Industrielle Kerne
Offiziellen Informationen zufolge sind rund 2.500 privatwirtschaftliche Unternehmen aus China in über 50 afrikanischen Staaten aktiv, der Großteil davon sind kleine und mittlere Unternehmen (KMU). Die tatsächliche Zahl dürfte laut Ansicht der chinesischen Regierung jedoch um ein Vielfaches größer ausfallen.
Das Engagement von chinesischen KMU folgt meist einem dreistufigen Schema. Das Interesse, in Afrika zu investieren, wird durch Handelsbeziehungen geweckt, im zweiten Schritt werden Investitionen in die Produktion vor Ort getätigt und im dritten Schritt erfolgt der Bau eigener Industrieparks.
Die Wachstumseffekte aus Direktinvestitionen entstehen auch deshalb, weil China Engpässe in der Infrastruktur und Energieversorgung beseitigt.
Nachdem erste Sonderwirtschaftszonen (SWZ) gescheitert waren, nahmen chinesische Firmen den Bau und Betrieb selbst in die Hand.
In enger Zusammenarbeit mit anderen, oft chinesischen Firmen soll dort auf wenig Raum effektiv produziert werden und es sollen Wirtschaftscluster entstehen.
Bereits 2011 wurde angekündigt, 59 dieser Zonen in Afrika aufzubauen.
Im Kongo sollen bis 2020 voraussichtlich 21.000 Arbeitsplätze alleine in der Sonderwirtschaftszone von Brazzaville geschaffen werden.
Maßgeblich für den Erfolg der SWZ aus afrikanischer Sicht wird es sein, lokale Unternehmen in die Wirtschaftstätigkeiten der SWZ einzugliedern um somit die gewünschten Übertragungseffekte (Spill-over) zu erreichen.

### Standort für Niedriglohn-Industrien
Bis 2050 wird sich die Bevölkerung Afrikas auf 2 Mrd. Menschen verdoppeln. Afrika wird dann ein höheres Arbeitskräftepotenzial aufweisen als China im Jahr 2016.
China selbst will seine arbeitsintensive Industrie in Staaten mit niedrigen Löhnen auslagern und damit Kosten reduzieren. In Afrika könnten dadurch Arbeitsplätze geschaffen und eine Transformation von Agrar- zu Industrienationen angestoßen werden.
Der traditionelle Fokus Chinas auf Sicherung der Rohstoffquellen Afrikas weicht damit einer Erkundung des Potenzials Afrikas als Standort standardisierter Industriefertigung.

### Staatsgarantien
Zu den Gründen, die zum Erfolg privater Investitionen in Afrika führen, gehören die staatlichen Banken, die große Geldvolumen zu günstigen Konditionen organisieren, ohne die chinesische Investoren oft scheitern würden.
Neben den Banken gibt es von staatlicher Seite Versicherungen gegen alle Risiken wie Währungsschwankungen, Währungsrestriktionen, Verstaatlichungen, Enteignungen und Krieg.
Dadurch haben chinesische Unternehmen einen Wettbewerbsvorteil gegenüber westlichen Firmen.

### Militärisches Engagement
Mit Tansania gibt es gemeinsame Marine-Manöver. Die nigerianische Marine wird beim Ausbau ihrer Flotte unterstützt.
Der Aufbau einer militärischen Krisentruppe der Afrikanischen Union wird unterstützt.
Seit 2000 war China der wichtigste Waffenlieferant Simbabwes, bis 2008 importierte die Regierung Rüstungsgüter im Wert von mindestens 300 Mio. US-Dollar.
2017 wurde in Dschibuti die erste chinesische Militärbasis im Ausland eröffnet.

## Kritik am chinesischen Entwicklungsansatz
Zur Industrialisierung des afrikanischen Kontinents hat China bislang nichts beigetragen. „China nimmt unsere Bodenschätze und verkauft uns fertige Produkte. Genau dasselbe haben einst die Kolonialisten getan.“, klagte der ehemalige nigerianische Zentralbankchef Lamido Sanusi im Jahr 2015. Diese Beobachtung hat auch Bartholomäus Grill im Jahr 2020 bestätigt. Zwar lebten inzwischen weit mehr als eine Million Chinesen in Afrika. Doch sie würden oft nur Import-Exportfirmen, Einzelhandelsgeschäfte oder Restaurants betreiben, die kaum Arbeitsplätze schaffen würden.
Außerdem beliefert China den afrikanischen Markt mit Billigwaren aus eigener Produktion, was der Wirtschaft vor Ort schadet.
China importiert ein relativ kleines Spektrum an unverarbeiteten Rohstoffen und bringt im Gegenzug eine große Bandbreite an fertig verarbeiteten Produkten auf die afrikanischen Märkte und verdrängt lokale Produzenten von den heimischen Märkten, beispielsweise in der Textilindustrie in Kenia, Südafrika und Sambia. Dabei hat sie die afrikanische Textilindustrie weitgehend zerstört. Die chinesische Billigkonkurrenz führte in einigen Staaten bereits zu massiven Arbeitsplatzverlusten, beispielsweise in der Textilindustrie in Südafrika, Lesotho und Nigeria oder in der Lederindustrie in Äthiopien und im Senegal.
International ist China vor allem in die Kritik geraten, weil es sich weigert, die Richtlinien des OECD Development Assistance Committee (DAC) zu erfüllen. Chinesische Entwicklungshilfe für Afrika fließt überdurchschnittlich oft in die Heimatregionen führender afrikanischer Politiker. Auch liefert China dabei Waffen in umstrittene Länder.
Der Abbau von afrikanischen Rohstoffen läuft nicht konfliktfrei. Der Vorwurf, China beute die Rohstoffe Afrikas aus und verletze dabei grundlegende Arbeitsrechte, trifft zunehmend auf Gehör. Mehrfach gab es in chinesisch geführten Kupferminen in Sambia Aufstände der Minenarbeiter. Sie protestierten gegen schlechte Arbeitsbedingungen, unzureichende Schutzkleidung und extrem niedrige Löhne. Dabei kam es bei den Protesten teilweise zu gewaltsamen Ausschreitungen. 2010 eröffneten chinesische Sicherheitsbeamte bei Protesten das Feuer auf demonstrierende Arbeiter, es kam zu mehreren Verletzten. 2012 wurde bei Protesten ein chinesischer Aufseher getötet.
Die Handelsbilanz Chinas mit dem afrikanischen Kontinent, bis 2012 noch ungefähr ausgeglichen, liegt bedingt durch niedrige Rohstoffpreise bei jährlich rund 40 Milliarden Dollar Überschuss für China. Durch die umfangreichen Rohstoff-Lieferungen nach China sind viele Länder stark abhängig von China und von den Rohstoff-Preisen.

## Neueinschätzung des chinesischen Entwicklungsansatzes
Die Einschätzungen des chinesischen Entwicklungsansatzes im Vergleich zum westlichen fallen teilweise recht drastisch aus. So wird herausgestellt, dass das chinesische Engagement in 15 Jahren deutlichere Spuren hinterlassen hätte, als westliche Entwicklungshilfe in einem halben Jahrhundert. China hätte mit schrittweisen Reformen zum Aufstieg Afrikas beigetragen und wäre so wesentlich erfolgreicher gewesen als westliche Entwicklungsbemühungen.
KPMG hat die chinesisch-afrikanische Kooperation als einen der „zentralen Motoren“ für den deutlichen Wachstumsschub in Afrika bezeichnet und die afrikanisch-stämmige US-Ökonomin Dambisa Moyo bestätigt, dass die Rohstoff-Tauschgeschäfte Handel, Investitionen und Wachstum in Afrika vorangebracht hätten, während die Auflagen, die mit westlichen Entwicklungsprojekten verbunden wären, nur in wenigen Fällen zu nachhaltigem Wachstum geführt hätten.
Das von China betonte Prinzip des Gebens-und-Nehmens wird durch die Aussage von unabhängigen Beobachtern bestätigt, dass sich die Entwicklungs-Projekte meist gut in die Strategien der afrikanischen Staaten einfügen würden.
Eine Umfrage des Ethikinstitut von Südafrika unter afrikanischen Managern hat ergeben, dass Afrikaner glücklich mit chinesischen Investitionen sind. Die Chinesen sollten jedoch mehr ihrer ökonomischen, sozialen und ökologischen Verantwortlichkeit bewusst sein. Auch die Untersuchung des Berner Centre for Development and Environment (CDE) zur Wahrnehmung der westliche und östliche Entwicklungshilfe hat gezeigt, dass der chinesische Ansatz bei den Afrikanern deutlicher besser beurteilt wird.
Für eine abschließende Bewertung, ob sich Chinas verstärktes Engagement positiv auf die Wirtschaft und vor allem auf die Lebensbedingungen der Afrikaner auswirkt, sei es noch zu früh. Festzuhalten
bliebe jedoch, dass es – anders als zu Maos Zeiten – keine einheitliche Afrikapolitik mehr gäbe, die zentral von der chinesischen Führung koordiniert wird. Es würde sich vielmehr zeigen, dass chinesische Präsenz und Investitionen in Afrika durch teilweise konkurrierende Akteure aus Partei, Regierung und Militär, Provinzen, Staats- und Privatunternehmen sowie durch Einzelakteure bestimmt werde, die ihre eigenen, meist kommerziellen Interessen verfolgten. Es wäre dementsprechend falsch, Chinas Politik in Afrika weiterhin als die eines monolithischen Akteurs zu verstehen, dessen Rolle sich eindeutig bewerten lasse.

## Böswillig vergebene Kredite?
Im Zeitraum von 2005 bis 2020 hat sich die Kreditvergabe Chinas an afrikanische Staaten stark erhöht und ein höheres Volumen erreicht, als die Kreditvergaben von Weltbank und IWF zusammen. Insgesamt machten chinesische Kredite jedoch lediglich 12 % der afrikanischen Schulden aus. Etwa dreifach höher sind die Kredite von privaten westlichen Geldgebern, für die nach Angaben des Redaktionsnetzwerkes Deutschland zudem weitaus höhere Zinsen zu zahlen sind.
Es existiert die weitverbreitete Meinung, dass China afrikanische Länder mit seiner Kreditvergabe in eine Abhängigkeit bringt. Die angesehene Stiftung Wissenschaft und Politik ordnet diese „Meinung“ als Framing ein und bemängelt, dass für diese Sichtweise keine Belege vorhanden sind. Auch das Redaktionsnetzwerk Deutschland urteilt, dass sich die Vermutung, dass es sich um Knebelverträge handeln könnte „bei näherer Betrachtung als Mythos“ herausstellt. Die deutsche Welthungerhilfe beruft sich auf eine Reihe von Studien, die die Existenz von einseitigen Kreditverträgen untersucht haben und kommt zum Schluss, dass es nach „übereinstimmender Erkenntnis ... keine Hinweise auf vorsätzlich böswillig vergebene Kredite gibt, die darauf abzielen, einen Schuldner in die Falle zu locken, oder sich dessen Vermögen zu bemächtigen.“
Die Süddeutsche Zeitung kritisiert, dass die chinesischen Kreditverträge ungewöhnliche und intransparente Klauseln enthalten, räumt aber ein, dass China im Gegenzug hohe Risiken eingeht und dass die Kredite schlussendlich attraktiv seien. Die Welthungerhilfe merkt zu den intransparenten Verträgen an, dass dadurch Korruption begünstigt und andere Kreditgeber verunsichert werden könnten.

## Anmerkung
1. ↑  Die traditionellen Geberländer sind im Development Assistance Committee (DAC) organisiert und bestehen im Wesentlichen aus der EU, den USA und Japan.